# Андрус Ансип
Андрус Ансип (на естонски: Andrus Ansip, роден на 1 октомври 1956 г.) е естонски политик, който заема поста министър-председател на Естония от април 2005 г. до март 2014 г. Председател е на Естонска реформистка партия от 2004 г. до 2014 г.

## Биография
Ансип завършва Тартуския университет със специалност Химия през 1979 г. Работи в университета като инженер от 1979 до 1983 г. с двугодишно прекъсване, за да отбие военната си служба. Участва в няколко банкови и инвестиционни предприятия.

### Политическа кариера
Кмет на Тарту
През 1998 г. Ансип е избран за кмет на Тарту като кандидат на център-дясната Реформистка партия, позиция, която задържа до 2004 г., като се радва на много висок рейтинг според проучвания на общественото мнение. Участвал е в избори за Естонския парламент, но винаги е отстъпвал мястото си, за да остане кмет на Тарту.
Председател на Реформаторската партия и министър на икономиката
На 21 ноември 2004 г. Ансип става председател на Реформистката партия, тъй като основателят на партията става Еврокомисар и се премества в Брюксел. На 13 септември става министър на икономиката, но дейността му на този пост е трудна за оценяване поради кратките срокове, в които го заема.
Министър-председател
След като министър-председателят Партс подава оставка на 24 март 2005 г., Адрус Ансип е натоварен от президента на Естония да състави правителство на 31 март 2005 г. Той успява да състави коалиция с Центристката партия и Народния съюз на Естония, одобрена от парламента на 12 април 2005 г., като Ансип става министър-председател, подкрепен от 53-ма от 101 депутати от парламента. Следват още 2 мандата като премиер, като на изборите през 2007 г. и 2011 г. Реформистката партия неизменно е най-голямата политическа сила, увеличавайки резултата си всеки път. На 4 март 2014 г. Ансип обявява оттеглянето си, за да даде възможност на свой заместник да поведе партията към изборите през 2015 г.

## Личен живот
Андрус Ансип е женен за Ану Ансип (1956). Имат три дъщери.